# Francis P. Matthews

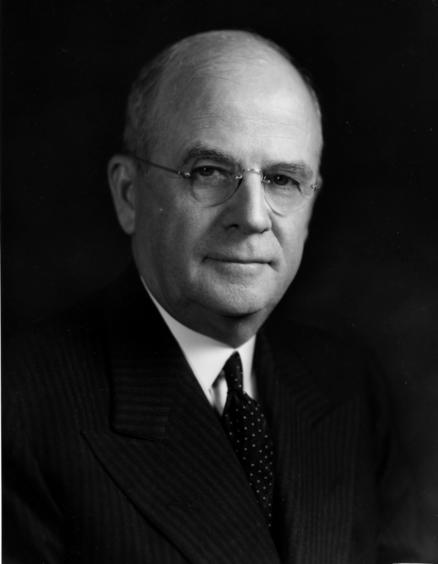
Francis P. Matthews

Francis Patrick Matthews (* 15. März 1887 in Albion, Boone County, Nebraska; † 18. Oktober 1952 in Omaha, Nebraska) war ein US-amerikanischer Verwaltungsjurist und Politiker (Demokratische Partei), der von 1949 bis 1951 als Marinestaatssekretär der Vereinigten Staaten amtierte.
Francis Matthews verbrachte den größten Teil seines Lebens in Omaha. An der dortigen Creighton University machte er 1913 auch seinen Abschluss, woraufhin er als Jurist in Nebraska zu praktizieren begann. Er ging zahlreichen geschäftlichen, bürgerschaftlichen und religiösen Aktivitäten nach; so war er Mitglied der Kolumbusritter, denen er als Supreme Knight von 1939 bis 1945 vorstand. Zu dieser Zeit wurde er auch politisch in der Demokratischen Partei tätig.
Von 1933 bis 1949 war Matthews für die Reconstruction Finance Corporation, eine unabhängige Bundesbehörde, tätig. Während des Zweiten Weltkrieges fungierte er als Direktor und Vizepräsident der United Service Organizations; zudem gehörte er zwischen 1946 und 1947 dem Bürgerrechtskomitee von Präsident Harry S. Truman an.
Truman ernannte Matthews am 25. Mai 1949 als Nachfolger des zurückgetretenen John L. Sullivan zum Secretary of the Navy. Dieses Amt hatte bis 1947 noch Kabinettsrang besessen; nun war er in dieser Funktion dem Verteidigungsminister unterstellt. Während seiner zweijährigen Amtszeit, in die auch der Beginn des Koreakrieges fiel, wurden die Verteidigungsausgaben durch die Bundesregierung massiv erhöht, um auf internationale Krisen vorbereitet zu sein. Zudem stand das Militär vor der Aufgabe, gleichzeitig eine Ausweitung des Krieges in Asien befürchten zu müssen und die Verteidigungsmaßnahmen in Europa vorzunehmen.
In Matthews’ Amtszeit fand auch der Aufstand der Admirale statt. Dabei handelte es sich um eine Kontroverse zwischen der Marine und der Luftwaffe über der Frage, welche beider Waffengattungen künftig die Verantwortung für strategische Bombardierung und den Abwurf von Atomwaffen tragen würde. Führende Köpfe der Marine begehrten gegen die Pläne des Verteidigungsministeriums auf, welche die Luftwaffe bevorzugten, woraufhin erfahrene Admirale wie Louis E. Denfeld, der Chief of Naval Operations, entlassen oder zum Rücktritt aufgefordert wurden.
Francis Matthews trat am 31. Juli 1951 von seinem Amt zurück und wurde Botschafter der Vereinigten Staaten in Irland, der Heimat seiner Vorfahren. Er starb im folgenden Jahr während eines Besuches in seinem Heimatort Omaha.